# Шпинат городній

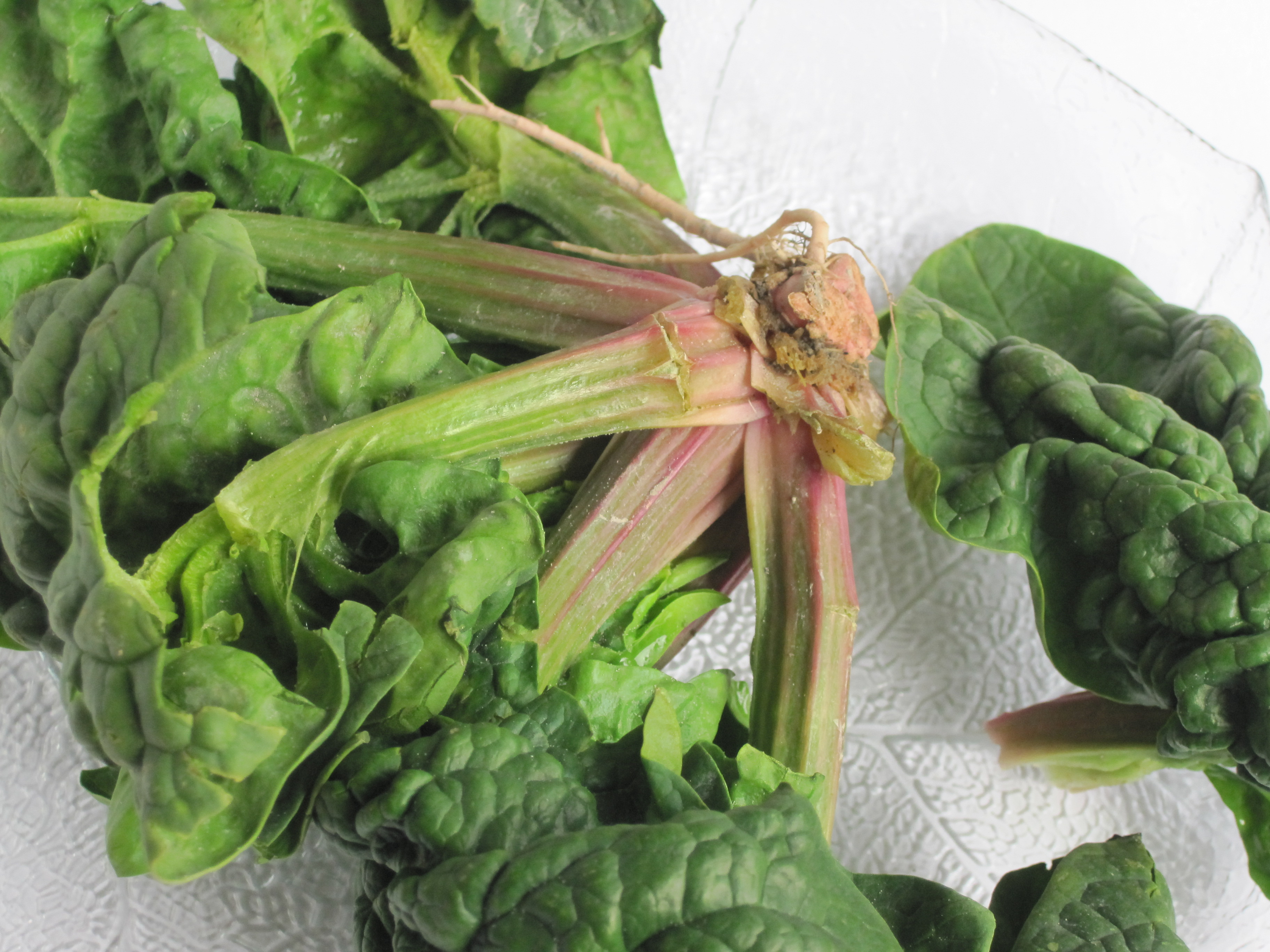
Шпинат з корінням перед обробкою на кухні

Шпина́т (Spinacia oleracea) — трав'яниста рослина родини лободових, що культивується як овоч, листя якого споживають свіжим, вареним і консервованим; страва або приправа з листя цієї рослини.

## Вигляд
Шпинат — однорічна рослина (рідко дворічна), яка досягає у висоту до 30 см.
Листки прості, овальні або трикутної форми, чередуються на пагоні, розміром 3-30 см завдовжки та 1-15 см завширшки, з більшими листами в основі рослини й меншими вище на стеблі.
Квітки непримітні, жовто-зелені, 3-4 мм у діаметрі, визрівають у маленькі тверді плоди, зібрані у кластер розміром 5-10 мм що містить кілька насінин. За формою листя шпинату різне: округле, перистолапчасте; є зелені, різних відтінків (від світлого до темного).
Поряд з формами з гладкою поверхнею, є сорти з гофрованим листям.
За товщиною листя шпинати поділяють на жиро-листі та гладко-листі. Темно-зелене забарвлення листя характерне для жиро-листих сортів, ясно-зелена для гладко-листих.
Чоловічі рослини шпинату мають менш листя і швидше утворять квітконосні стебла. Жіночі рослини формують більш велике листя (вони ж дають насіння). Дуже важливо не пропустити терміни збирання, якщо рослина перестоїть — листя грубішає і стає непридатним для їжі.

## Умови культивації
Культура скоростигла і належать до числа холодостійких. Насіння починає проростати при температурі +2 °C, сходи можуть переносити короткочасні заморозки до −6 °C не одержуючи серйозних ушкоджень. На півдні шпинат можна обробляти протягом усього року.
Оптимальною температурою для росту і розвитку вважається +12..+15 °C. При температурі вище +20 °C, особливо якщо вона сполучається з недоліком вологи в ґрунті й сухістю повітря, врожайність зменшується, погіршується і якість продукції.
Шпинат рослина довгого дня. До світла невимогливий, однак при недоліку світлової енергії ріст рослини затримується, у листах менше накопичується вітаміну С. При довжині дня понад 12 годин — прискорюється стеблування. Штучне укорочування дня сприяє інтенсивнішому зростанню листя і підвищенню врожайності.

### Особливості культивації
Особливістю шпинату є те, що він сумісний практично з усіма культурами, мало страждає від шкідників і хвороб. Це рослина прекрасна заповнює проміжки між будь-якими грядками. Шпинат гарний для ранньої сівби тим, що його сходи витримують заморозки, а ранні сорти вже через місяць дають врожай. Можна сіяти його і восени, збираючи частину врожаю в цей же рік, а другу частину одержати навесні.

### Сорти та вирощування
Найкращі сорти шпинату — Вікторія та Ісполінський. Сіють його як і салат, з міжряддями 15-20 і відстанями між рослинами в ряду 8-10 см. На 10 м² витрачається 50 г насіння. Можна використовувати через 20-30 днів після посіву. Агротехніка така ж, як і салату.

## Поживні характеристики

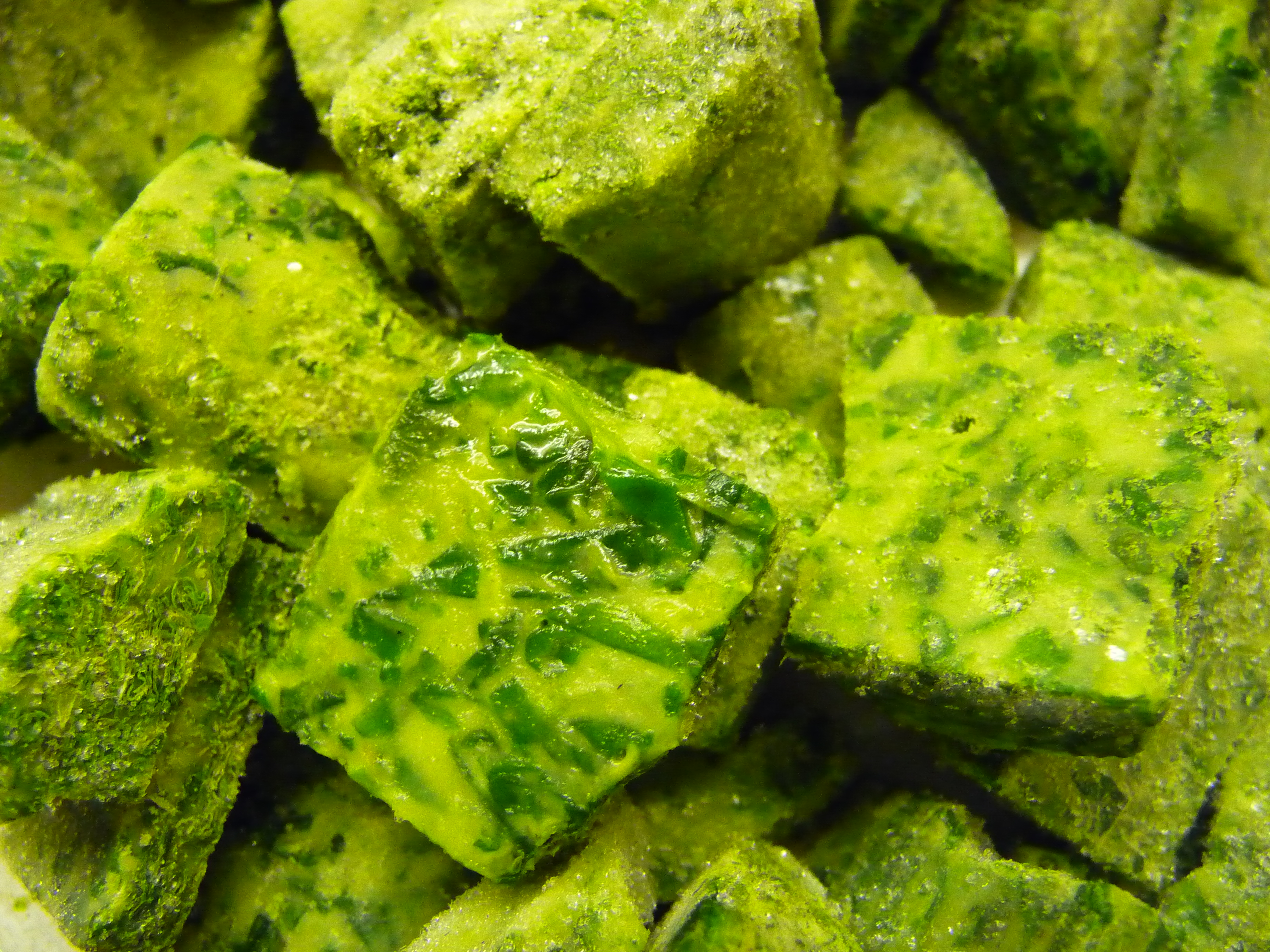
Порційний заморожений шпинат

Листя шпинату багаті мінеральними солями (калій, кальцій), вітамінами (А, С, В1, В2, В3, У6, D, E, K, P, PP), провітаміном А, каротином, солями заліза, йоду, є фолієва кислота. Особливість вітамінів С та А в шпинату — вони не руйнуються при варінні. За вмістом заліза ця культура займає перше місце серед овочів, а за вмістом білка поступається тільки бобовим культурам (білок у шпинату за своїми властивостями подібний з білком коров'ячого молока).

## Лікувальні властивості
Цілющі властивості шпинату відзначені були давно. Його вживання в їжу допомагає в лікуванні: туберкульозу, цукрового діабету, анемії, хвороб ясен і зубів, шлунково-кишкового тракту (він прекрасно виводить шлаки).
В його листках знайдено калій, який проявляє сечогінну дію, а також холін. В шпинаті виявлено велику кількість щавелевої кислоти, особливо після цвітіння, яка зв'язує кальцій. Ці з'єднання залишаються в організмі, тому шпинат потрібно вживати в їжу до цвітіння і тільки у вареному вигляді..

## Приготування

Відварений шпинат, заправлений соком лимона та олією

Листя рослини відварюють, тушкують, використовують як начинку до пирогів, яєчні, подають як закуску, для виготовлення соусів, пюре тощо. Гарний шпинат у тушкованому виді з іншими овочами, ще його можна консервувати. Страви зі шпинату варто відразу використовувати в їжу, тому що при їхньому зберіганні з азотнокислих солей, що знаходяться в цій культурі, утворюються шкідливі для організму азотисті солі.

## У масовій культурі
- У мультфільмах та коміксах про моряка Попая головний герой споживає шпинат, щоб стати сильнішим.